# 5-я гвардейская танковая бригада

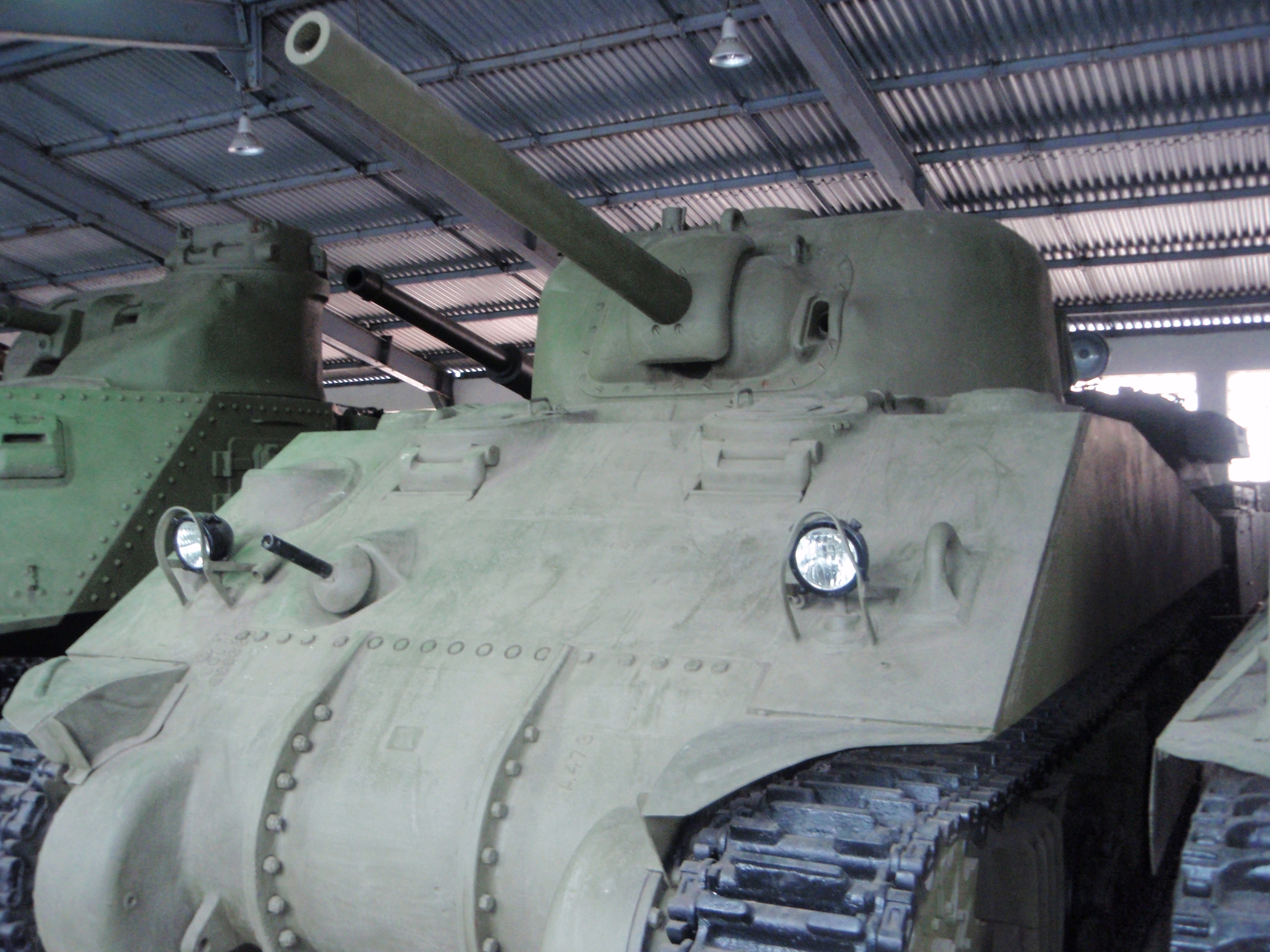
Средний танк M4A4 в бронетанковом музее, Кубинка.

5-я гвардейская танковая бригада (5 гв. тбр) — гвардейское формирование (соединение) танковых войск РККА, ВС СССР, в Великой Отечественной войне.
Полное открытое наименование бригады, по окончании Великой Отечественной войны —  5-я отдельная гвардейская танковая Новороссийская Краснознаменная орденов Суворова и Богдана Хмельницкого бригада.

## История
Сформирована 29 января 1942 года путём преобразования 142-й танковой бригады (2-го формирования). Первое соединение танковых войск РККА, которое получило на вооружение американские танки М4 «Шерман».
В действующей армии с января 1942 года по май 1945 года.
Участвовала в Барвенковско-Лозовской операции зимой 1942 года, 13 февраля 1942 года гвардейская танковая бригада, выведена в резерв.  В боях за Харьков в мае 1942 года окружена под Чепелем.
Из объяснения об обстоятельствах пленения Гурина Григория Макаровича — подполковника, начальника штаба 5 гв.тбр.
12 мая 1942 года войска Юго-Западного фронта перешли в наступление и успешно продвигались вперед в общем направлении на запад. Особенно успешно продвинулась 6-я армия, действующая на главном направлении Юго-Западного фронта, в то время как фланги её значительно отставали (28-я и 9-я армии).

17 мая 1942 года противник прорвал фронт 9-й армии и начал выходить в тыл войскам 6-й армии в общем направлении на станцию Барвенково и оттуда на город Изюм, Савенцы и Чепель.

Для отражения контрудара противника значительная часть войск 6-й армии (два танковых корпуса 21 и 23, 41сд и другие) были возвращены с фронта для борьбы с входящим в тыл противником. Для прикрытия с фронта и обеспечения войск 6-й армии и частично 9-й армии, попавшей в окружение, была создана оперативная группа войск Юго-Западного фронта, в составе: 41 сд, 6 кк, 5 гв.тбр и других под командованием генерал-майора тов. Бабкина.

22 мая 1942 года 5 гв.тбр совместно с 41 сд и одной кав. дивизией заняла оборону фронтом на запад на рубеже: Верхний Бишким, Кисили, хут. Каменские и Берека и удерживала наступающего противника до 26 мая 1942 года.

Справа фронтом на север сдерживала противника стрелковая дивизия под командованием генерал-майора тов. Васильева.

24 мая 1942 года противник завершил окружение войск 6-й армии. Таким образом оперативная группа войск Юго-Западного фронта оказалась в тылу противника около 100 километров.

26 мая 1942 года немцы прорвали оборону в трех направлениях на участке 41 сд и 5 гв.тбр, к этому времени был прорван фронт справа, таким образом 41 сд, 5 гв.тбр и кав. дивизия 6-го кавалерийского корпуса оказались под ударом с фронта, справа и с тыла. Противник имел большое превосходство в силах, вследствие чего наши войска вынуждены были отходить на восток. Для парирования удара справа был выделен 1-й танковый батальон, примерно в составе 10-ти машин, около полка конницы — оттеснили прорвавшегося противника, но подошедшие резервы противника вошли в прорыв; танковый батальон, конница и группы пехоты были отрезаны и вели бой совместно с частями 343 сд, действующей справа против атакующих немцев. Прорвавшись с боем, части 41 сд, 5 гв.тбр, без 1-го батальона и группы войск других соединений вышли в район Ново-Украинки и Крутояровки, где соединились с частями 21-го танкового корпуса и группой генералов: генерал-майор Кузьмин — командир 21 тк, генерал-майор Михайлов — командир 5 гв.тбр, генерал-майор Васильев — командир 343 сд (номер сд точно не помню (339 сд?)). Приняли решение ударом через Лозовенки выйти в село Чепель, где должны находиться наши войска (по данным штаба оперативной группы ЮЗФ).

26 мая 1942 года, в ночь на 27 мая наши войска пошли в атаку, но атака не имела успеха. Часам к 9-00 27 мая 1942 года наши войска прорвались и начали движение вперед — тремя группами в общем направлении на Чепель. Прорвавшиеся группы были атакованы подошедшими танками. Лево-фланговая группа была разбита, а оставшаяся часть была взята в плен. Право-фланговая группа также была атакована и рассеяна. Центральная группа частично прорвалась вперед и значительная часть возвратилась в исходное положение, так как имела время — танки противника атаковали фланги. Центральная группа была остановлена огнём и начала занимать оборону. Группой руководил один полковник — фамилии которого я не знаю. В это время налетела авиация и начала бомбить эту группу, после авиации подошли немецкие танки и начали расстреливать в упор. Остатки были взяты в плен.
Все документы штаба бригады были уничтожены начальником 4-го отделения штаба бригады майором — Бугаенко П. А. с рассветом 27 мая 1942 года, гербовая печать изрезана ножом на мелкие части. Исправных танков противнику не осталось, неисправные танки были сожжены, часть танков, прорвавшиеся на рассвете 27.5.1942 года, судьбу я их не знаю.
Из 1 211 человек бригады из окружения вышло 155 и 5 танков из 14-ти.
Принимала участие в Нальчикской оборонительной операции. 26 сентября 1942 года прикрывала грозненское направление в район Малгобека, и Озёрной. На тот момент бригада имела 40 Валентайнов, 3 Т-34 и 1 БТ-7. 29 сентября бригада контратаковала немецкие части в долине Алханч-урт. 6 ноября бригада перешла в наступление на участке вдоль восточного берега р. Фиагдон на Дзуарикау. 24 декабря 1942 бригадой взят Алагир.
Участвовала в Новороссийско-Таманской стратегической операции, в ходе которой наряду с другими частями ею было освобождён Новороссийск, а 21 сентября 1943 года бригада освободила Анапу.
Закончила войну в Праге, операцией по помощи Пражскому восстанию 1945 года.

## В составе
- Южный фронт, 6-й кавалерийский корпус — на январь 1942 года
- Юго-Западный фронт, 6-я армия — на 01.04.1942 года.
- Юго-Западный фронт, танковая группа генерал-майора Кузьмина — на 26.05.1942.
- Южный фронт — на 01.07.1942 года.
- Закавказский фронт, Северная группа войск, 9-я армия — на 01.10.1942 года.
- Закавказский фронт, Северная группа войск, 9-я армия, 11-й гвардейский стрелковый корпус — на 27.11.1942 года.
- Северо-Кавказский фронт, 47-я армия, — на 03.02.1943 года.
- Северо-Кавказский фронт, 18-я десантная армия, — на 15.02.1943 года.
- Северо-Кавказский фронт, 18-я армия, — на 18.04.1943 года.
- Северо-Кавказский фронт, — на 01.07.1943 года.
- Северо-Кавказский фронт, 18-я армия, — на 01.10.1943 года.
- Северо-Кавказский военный округ на 01.01.1944 года
- Резерв Ставки ВГК на 01.04.1944 года
- Харьковский военный округ на 01.07.1944 года
- 4-й Украинский фронт, — на 01.10.1944 года.
- 4-й Украинский фронт, 16-я армия — на 01.01.1945 года.
- 4-й Украинский фронт, 38-я армия — на 01.04.1945 года.
- 4-й Украинский фронт, на 07.09.1945 года (в составе подвижной группы, направленной на помощь восстанию в Праге [bookz.ru/authors/moskalenko-kirill/moscal2/page-34-moscal2.html) ³] (недоступная ссылка)

## Состав
- 1-й гвардейский танковый батальон;
- 2-й гвардейский танковый батальон;
- моторизованный батальон автоматчиков (до 09.08.1944 — мотострелково-пулеметный батальон);
- зенитный артиллерийский дивизион.

## Командование

### Командиры
- Михайлов, Николай Филиппович, генерал-майор — с 29.01.1942 по 27.05.1942 (попал в плен)
- Мельничук Мирон Тихонович, подполковник — с 16.05.1942 по 15.08.1942
- Шуренков Пётр Карпович, полковник — с 16.08.1942 по 07.10.1943
- Морус Иван Митрофанович, полковник — с 08.10.1943 по 03.01.1945
- Тараканов Виктор Михайлович, подполковник- с 04.01.1945 по 17.01.1945
- Морус Иван Митрофанович, полковник — с 18.01.1945 по 03.04.1945
- Тараканов Виктор Михайлович, подполковник — с 04.04.1945 по 11.05.1945
- Гурин Григорий Макарович — начальник штаба, подполковник по 27.05.1942 (попал в плен)
- Найденов Георгий Александрович , начальник ОКР Смерш гвардии подполковник с 10.06.1945

### Заместители командира
- ИД Сытник, Владимир Владимирович (05.03.1942 —16.04.1942 ), гвардии майор, подполковник (1942);

## Отличившиеся воины
- Фомин, Николай Никитович, гвардии лейтенант, заместитель командира тяжёлых танков 1-го гвардейского танкового батальона;
- Цыдыпов, Балдан Баирович, гвардии лейтенант, командир мотострелкового взвода 5-й отдельной гвардейской танковой Тацинской бригады.

## Знаки отличия
- присвоено почётное звание «Гвардейская», за мужество и героизм личного состава бригады (29 января 1942 года);
- присвоено почётное наименование «Новороссийская», за освобождение города Новороссийск и отличие в боях при освобождении города (Приказ ВГК № 13, от 16 сентября 1943 года.);
- Орден Красного Знамени — за образцовое выполнение заданий командования в боях с немецкими захватчиками, за освобождение города Ужгород и проявленные при этом доблесть и мужество.[4]
- Орден Суворова II степени — за образцовое выполнение заданий командования в боях с немецкими захватчиками при овладении городом Опава и проявленные при этом доблесть и мужество.[5]
- Орден Богдана Хмельницкого II степени — за образцовое выполнение заданий командования в боях с немецкими захватчиками при овладении городом Бельско и проявленные при этом доблесть и мужество.[6]